# Roman des sept sages
Le Roman des sept sages est un roman traditionnel à tiroirs, d'origine asiatique (sans doute indienne), et dont il a existé au Moyen Âge de nombreuses versions dans des langues tant orientales qu'occidentales.

## Présentation générale
Le schéma narratif de base est le suivant : un souverain (roi ou empereur) a confié son héritier, fils de sa première épouse, à un ou plusieurs tuteurs, qui dans le dernier cas sont les « sept sages ». La seconde épouse, amoureuse de son beau-fils ou désireuse de l'éliminer, incite le souverain à rappeler le jeune homme auprès de lui. Mais les sages lisent dans les astres que si le prince parle avant le huitième jour, il mettra sa propre vie et celle de ses maîtres en danger. La marâtre profite de ce mutisme pour accuser le jeune prince de viol, et son père le condamne à mort. Pendant les sept jours suivants, les sept sages obtiennent un délai à l'exécution en racontant chacun une histoire illustrant la perfidie des femmes. À chacune de ces histoires, la reine répond par une autre qui met en scène un héritier avide ou des conseillers hypocrites. Le huitième jour, le prince lui-même, délié de son obligation de mutisme, fait à son tour un récit qui le disculpe, et c'est la reine perfide qui est condamnée à mort et exécutée.
Ce conte est appelé généralement en Orient Livre de Sindibâd, ou de Sindbad, ou de Sindban le sage, ou encore de Sendabar. Il est probablement d'origine indienne (d'après le nom du personnage), mais la plus ancienne version dont le souvenir soit conservé dans celles que l'on connaît à ce jour est une version arabe datant probablement du VIIIe siècle environ et due à un certain Mûsâ (nom plus ou moins bien préservé dans les textes qui subsistent). Cette version arabe d'origine est perdue.

## Les versions du « groupe oriental »
Des huit versions actuellement connues constituant le « groupe oriental », il y en a une en syriaque, une en grec, une en hébreu, une en vieil espagnol, une en arabe, et trois en persan.
- La version syriaque, intitulée Histoire de Sindban le sage et conservée incomplètement, date du Xe siècle et est selon toute probabilité une traduction de la version arabe de Mûsâ (Édition : Friedrich Baethgen (éd.), Sindban oder die sieben weisen Meister, Leipzig, Hinrichs'sche Buchhandlung, 1879 ; traduction française : Frédéric Macler, Histoire de Sindban. Contes syriaques, Paris, Ernest Leroux, 1903).
- La version grecque-byzantine, intitulée Très plaisante histoire de Syntipas le philosophe, dérive de la version syriaque, mais est beaucoup plus développée et élaborée littérairement ; l'auteur, qui se présente dans une introduction en vers iambiques, est un certain Michel Andreopoulos ; la date est incertaine, la seconde moitié du XIe siècle au plus tôt (Éditions : Jean François Boissonade, De Syntipa et Cyri filio Andreopuli narratio, e codd. Pariss., Paris, G. Doyen, 1828, réimpr. Kessinger Publishing, 2010 ; Alfred Eberhard (éd.), Fabulæ Romanenses græce conscriptæ, vol. I, Leipzig, Teubner, 1872).
- La version hébraïque, appelée Mischle Sindbad, est particulière en tant qu'elle contient trois histoires qui ne se retrouvent dans aucune autre et qu'elle donne un nom à chacun des sages[3] ; la date est incertaine, peut-être le XIIIe siècle, de même qu'on ne sait si elle est plus ou moins ancienne que la version grecque (Éditions : Heinrich Sengelmann, Halle, 1842, avec une traduction allemande ; Eliakim Carmoly, Paraboles de Sendabar sur les ruses des femmes, Paris, P. Jannet, 1849, avec une traduction française ; David Cassel, Berlin, 1888, avec une traduction allemande et des notes abondantes).
- La version en vieil espagnol, intitulée Libro de los engannos et los asayamientos de las mugeres, est datée par son prologue de 1253 ; elle dérive directement de la version arabe primitive de Mûsâ, est donc très proche de la version syriaque, mais ne semble pas avoir exercé d'influence sur les versions du « groupe occidental » (Édition : Domenico Comparetti, Ricerche intorno al libro di Sindibad, Milan, G. Bernardoni, 1869).
- La version arabe conservée, généralement appelée Les sept vizirs, est une version très tardive, avec de multiples variantes, qui apparaît dans plusieurs manuscrits des Contes des mille et une nuits (présente dans diverses éditions de ces derniers).
- Les trois versions persanes sont : une version en prose de la fin du XIIe siècle, due à Yazan Muhammad b. Ali az-Zahiri as-Samarqandi ; une version également en prose du poète Nachshebi, formant la huitième nuit de son Tufi-nâmeh composé vers 1300 (Édition : Hermann Brockhaus, Nachshebīs Sieben Weisen Meister, Leipzig, 1845) ; et un poème en vers intitulé Sindibâd-nâmeh, daté de 1375.

## Les versions du « groupe occidental »
La question de la transmission de ce roman à tiroirs du monde arabo-musulman à l'Occident chrétien est assez obscure, car on n'a pas retrouvé pas la version-mère du « groupe occidental », sans doute rédigée en latin et antérieure à 1150. En tout cas on constate un fossé entre les deux groupes : le nom de Sindibâd a disparu en Occident, chaque sage raconte seulement une histoire (au lieu de deux ou plus en Orient), et seules quatre histoires des versions orientales (désignées par les mots latins canis, aper, senescalcus et avis) réapparaissent dans les versions occidentales. En Occident, le roman devient souvent l'Histoire des sept sages de Rome.
En France, les versions se divisent principalement en deux groupes :
- Un petit groupe particulier est représenté par le texte latin en prose de Jean de Haute-Seille (Johannes de Alta Silva), intitulé Dolopathos sive opusculum de rege et septem sapientibus et dédié à Bertram, évêque de Metz de 1180 à 1212 ; et par sa traduction en ancien français (en couplets d'octosyllabes, plus de 12 000 vers) par un certain Herbert, réalisée en 1223/26 et dédiée à Louis VIII (il y eut aussi une traduction en allemand). Dans cette version, le roi est Dolopathos, roi de Sicile, et le tuteur du jeune prince, nommé Lucinius ou Lucémien, est Virgile[6].
- La version-mère du deuxième groupe est un texte en ancien français et en vers composé entre 1155 et 1190 et qui est perdu. De lui dérivent : deux rédactions en vers de la première moitié du XIIIe siècle (l'une, dite « version K », de scripta franco-picarde, en 5 061 vers octosyllabiques à rimes plates, conservée à Paris BnF (Mss.), Français 1553, l'autre, dite « version C », de scripta francilienne, incomplète, conservée dans l'ancien Ms. 620 de la bibliothèque municipale de Chartres, détruit dans le bombardement du 26 juin 1944, mais photographié et objet d'une édition diplomatique en 1912[7])[8] ; une version en prose dérimée datant du premier quart du XIIIe siècle (dite « version A »), et ensuite plusieurs autres (« version D », « version L », « version M »...)[9] ; une continuation de la « version A », datant du milieu du XIIIe siècle et intitulée le Roman de Marques de Rome, et ensuite, dans la seconde moitié du XIIIe siècle, cinq autres continuations (Laurin, Cassidorus, Helcanus[10], Pelyarmenus et Kanor).

On trouve aussi une adaptation en prose latine de l'histoire des sept sages dans la Scala Celi, un recueil de contes à visée édifiante dû au dominicain provençal Jean Gobi le Jeune, et composé entre 1323 et 1330.
En dehors du latin et du français, il existe des versions médiévales de ce récit dans d'autres langues vernaculaires de l'Europe occidentale (anglais, allemand, flamand, italien, catalan...).